# Смайлович, Ведран
Ведран Смайлович (босн. Vedran Smailović; известный как «Виолончелист из  Сараево»  (англ. Cellist of Sarajevo); род. 11 ноября 1956, Сараево)    — профессиональный музыкант  из Боснии и Герцеговины. 
Во время осады Сараево он  продолжал ежедневно играть даже во время бомбардировок и снайперских обстрелов, став вдохновляющим примером человека и музыканта. В 1993 году на  второй год страшной осады, которая длилась с 5 апреля 1992 года по 29 февраля 1996 года (1425 дней)  ему удалось выбраться из осаждённой Боснии и оказаться в Северной Ирландии. 
Английский композитор Дэвид Уайлд посвятил Ведрану музыкальную пьесу The Cellist of Sarajevo, записанную Йо-Йо Ма. Концептуальный альбом  Dead Winter Dead  группы Savatage также  вдохновлён историей Смайловича.
9 мая 2014 года после реставрации Национальная и университетская библиотека Боснии и Герцеговины была торжественно открыта с участием Сараевского филармонического оркестра и Ведрана Смайловича в здании Сараевской ратуши.